# Zgodovina Poljske-Litve v času voljenih kraljev
Zgodovina Poljske-Litve v času voljenih kraljev (1573-1795).
Združena Poljska-Litva (Republika) je v dobrih dveh stoletjih voljenih kraljev preživljala zelo različna obdobja:
- V času Štefana Báthoryja in prvih dveh kraljev iz dinastije Vasa, Sigismunda III. in Vladislava IV., je bila država vsestransko uspešna. Plemstvo je brzdalo želje poljskih kraljev po novih osvojitvah, zavračalo močno centralno oblast in ni bilo naklonjeno vzdrževanju velike vojske. Poljski hetmani so pomanjkanje vojakov nadomeščali z vojaškimi spretnostmi in talentom. To je bilo možno v času, ko so bili poljske sosede zaposlene s svojimi vojnami in notranjimi težavami. Tako se je dogodilo, da je Poljska-Litva v času vladanja Vladislava IV. dosegla svojo največjo razsežnost.
- Slabosti poljske necentralizirane državne ureditve, brez velike kronske vojske, pa so prišle na dan, ko se je v Evropi  končala tridesetletna vojna in si je v Rusiji, po krizi ob izumrtju dinastije Rurikidov, utrdila oblast nova dinastija Romanovih. Med seboj sprto poljsko plemstvo, upor ukrajinskih Kozakov ter napad Rusije in Švedske so za časa vladanja Jana II. Kazimirja skoraj "potopili" poljsko-litovsko državo, ki pa se je to pot (gospodarsko in politično močno oslabljena) še rešila propada. Moč poljskega orožja se je še enkrat proslavila z zmagami Jana Sobieskega nad Turki v Ukrajini in pred Dunajem; a navznoter se je Republika še naprej razkrajala.
- S prihodom saške dinastije na poljski prestol se je močno povečalo vmešavanje Rusije v poljsko-litvanske notranje zadeve. Saškemu volilnemu knezu Avgustu Močnemu, ki je nameraval povezati Saško in Poljsko-Litvo v močno evropsko državo, je pomagal na poljski prestol Peter Veliki, a je potem tudi budno skrbel, da mu nameravana združitev in utrditev na poljskem prestolu ne bi uspeli. V času  drugega saškega vladarja, Avgusta III., se je razkroj poljske državnosti nadaljeval do anarhije. Poljaki niso več sami odločali o svojih notranjih zadevah in so na široko odprli vrata raznim tujim političnim vplivom. Pri tem so bile na prvem mestu tri finančno in vojaško neprimerno močnejše poljske sosede, Rusija, Prusija in Avstrija, ki so vse pogledovale po poljskem ozemlju, a so bile ravno s tem dolgo časa tudi garant za njeno nedotakljivost, saj so se med seboj ljubosumno nadzirale. Ob koncu vladavina Avgusta III. je celó poljsko veliko plemstvo ugotovilo, da bi bilo treba v pogledu povečanja učinkovitosti poljske državne ureditve nekaj storiti.
- Zadnje obdobje poljsko-litovske plemiške državnosti (1763-1795) označujejo zgodovinarji kot "prerod naroda in propad države" [1]. Od ruske carice Katarine II. postavljeni kralj Stanislav II. Avgust se ni vedel tako, kot je carica od njega pričakovala. Obdal se je z mladimi naprednimi ljudmi in je v duhu razsvetljenstva, ki je prodiralo na Poljsko, podpiral reforme, ki so pospešile gospodarstvo in spreminjale Poljsko-Litvo v učinkovitejšo in samostojnejšo državo. Pri tem je neprestano zadeval ob nasprotovanje stare plemiške oligarhije in prepovedi sosednjih velesil. Potem ko so si te že prisvojile dele poljskega ozemlja (prva delitev Poljske), so reformatorji v letih 1789-92 še uspeli izpeljati temeljite upravne reforme in sprejeti ustavo (3. maja 1791), ki slovi kot prva moderna ustava v Evropi (prva za ustavo ZDA). A v obdobju francoskih revolucionarnih dogajanj je bilo to za poljske monarhične sosede preveč; 24. oktobra 1795 so si Poljsko razdelile do konca in jo kot državo likvidirale.

## Uvod
Kraljevina Poljska in Velika kneževina Litva sta bili v času vladanja Jageloncev povezani v personalni uniji. Vladar je imel sprva na razpolago za obrambo dežele le vojsko vitezov (črno vojsko), ki jo je animiral za svoje cilje z dodeljevanjem pravic in privilegijev plemstvu. To je plemstvu odprlo pot k soodločanju o zadevah državnega pomena. Oblikovali so se pokrajinski parlamenti (sejmiki) in v začetku 16. stoletja (z novim vekom) tudi državni parlament (sejm). S časom si je sejm priboril vse več pristojnosti. Leta 1570 sta se na sejmu v Lublinu kraljevina Poljska in velika kneževina Litva upravno tesneje povezali v t. i. Lublinsko unijo, ki si je nadela ime Republika obeh narodov.
Zadnji jagelonski vladar Sigismund II. Avgust ni imel zakonitega naslednika in poljsko-litovsko plemstvo si je vzelo pravico, da si samo izvoli vladarja, za katerega meni, da bo najprimernejši med domačimi in tujimi kandidati. V enoletnem interregnumu, ki je sledil Avgustovi smrti, je bilo odločeno, da bodo pri volitvah novega kralja sodelovali vsi na sejmu prisotni plemiči (sejm elekcyjny). To je bila formalna zmaga srednjega in nižjega plemstva (šlahte) in je postavila enega od glavnih temeljev poljske plemiške demokracije.
Da bi se zavarovali pred tujimi posegi v politični ustroj države, so med pogajanji s prvim najresnejšim kandidatom za kralja, francoskim princem Henrikom Valeškim, izdelali seznam pogojev in obveznosti, poznanih kot Henrikovi členi, ki so omejili kraljevo oblast in iz kralja naredili (ne več kot) pogodbenega partnerja v plemiški vladavini. Henrikovi členi so dobili status ustave Republike in so jih morali pred kronanjem podpisati vsi naslednji izvoljeni kralji. Poleg Henrikovih členov so morali kralji pred kronanjem sprejeti še obveznosti, zapisane v dokumentu pacta conventa, ki so bile prilagojene vsakemu kralju posebej (npr. da oboroži ustrezno število vojakov, da pomaga deželi z denarjem ipd.).

## Čas prvih dveh voljenih kraljev (1573-1586)

### Henrik Valeški (1573-1574)
Prvi izvoljeni kralj, Henrik Valeški, je po enem letu vladanja zapustil poljski prestol, ker je na francoskem prestolu zamenjal svojega umrlega starejšega brata Karla IX.

### Štefan Báthory (1576-1586)
V drugo se je poljski sejm odločil za sestro Sigismunda II. Avgusta, Ano Jagelonsko, ki se je poročila s sedmograškim knezom Štefanom Báthoryjem, ki je ob ženi postal vladar Poljske-Litve. Kot odličen vojskovodja in organizator je uspel od sejma pridobiti sredstva za reorganizacijo vojske. Pokoril si je neposlušni Gdansk. Podpisal je mirovna sporazuma z Osmanskim cesarstvom (1577, 1579) in prepričal sejm, da mu je odobril denar za vojno z Rusijo, ki je v času interregnuma zavzela skoraj vso Livonijo. Leta 1578 sta Báthory in njegov kancler, hetman Jan Zamoyski, dosegla vrsto zmag in izrinila Ruse iz Livonije. Leta 1581 je Báthory oblegal Pskov in vojno z Rusijo zaključil z mirom v Jam Zapolskem (januar 1582), ki je Poljski-Litvi prinesel Polock in večino Livonije.

## Vladavina dinastije Vasa (1587-1668)

### Sigismund III. (1587-1632)
Po Báthoryjevi smrti je na volitvah novega kralja kraljeva vdova Ana Jagelonska podprla svojega mladega nečaka Sigismunda iz švedske dinastije Vasa. S tem niso bili zadovoljni pristaši Habsburžanov, ki so za kralja predlagali Maksimilijana III., brata cesarja Rudolfa II. Spor je razrešil šele vojaški spopad (1587-88), v katerem je Jan Zamoyski, ki ga je z denarjem izdatno podprla Ana Jagelonska, premagal Maksimilijanovo vojsko. Sigismund je postal poljski kralj Sigismund III.
Zamoyskemu se pričakovanja, da bo lahko vplival na mladega kralja, niso uresničila. Katoliško vzgojeni Sigismund se je hitro povezal s Habsburžani in jezuiti in začel voditi katoličanom naklonjeno politiko.
Sigismund je po očetovi smrti (1592) prevzel tudi švedsko krono. Podprl je cerkveno sinodo v Brestu (1595/96), na kateri je bila ustanovljena ukrajinska uniatska cerkev, ki je pravoslavne vernike na ozemlju Poljske-Litve podredila Rimu. Njegova katoliška naravnanost je vse bolj odvračala od njega protestantsko švedsko javnost. Njegov poskus, da bi si z vojsko utrdil položaj na Švedskem ni uspel. Švedski parlament ga je odstavil in leta 1600 za švedskega kralja izvolil njegovega strica Karla IX. Njun spor je zanetil poljsko-švedsko vojno, ki se je začela v Livoniji, a je po Karlovi smrti (1611) za nekaj časa zamrla.
Na Poljskem si je Sigismund III. prizadeval, da bi z reformami razširil kraljevo oblast. S tem je prišel v konflikt z večjim delom poljsko-litovskega plemstva. Spor je nazadnje pripeljal do oboroženega spopada med kraljevo vojsko in vojsko upornega plemstva pod vodstvom hetmana Zebrzydowskega. Kraljeva vojska je v spopadu sicer zmagala, a dogodek je za čas vladanja Sigismunda in njegovega sina Vladislava zaustavil vsakršno možnost, da bi spremenili ustroj Republike v prid trdnosti države in centralne oblasti.
Med tem je s pomočjo nekaterih poljskih magnatov (najbogatejših plemičev) v sosednji Rusiji prišel na oblast samozvani Lažni Dimitrij (1605) in jo po slabem letu tudi izgubil. Po njegovem padcu je v Rusiji izbruhnila državljanska vojna. Del ruskih bojarjev je carski prestol ponudil Sigismundovemu sinu Vladislavu, a dogovori so propadli. Potem ko se je na poziv Vasilija Šujskega, ki so ga nekateri moskovski bojarji priznavali za carja, v državljansko vojno vključila Švedska, se je tudi Sigismundu zdelo primerno, da poseže vanjo. Hetman Stanisław Žółkiewski je po sijajni zmagi nad petkrat številčnejšimi Rusi zavzel Moskvo (1610), a se je moral umakniti (1612), ko se je v Rusiji predramilo ljudstvo in je ruska vojska, sestavljena iz vseh slojev prebivalstva, zavzela Moskvo. Smolensk je ostal v poljskih rokah.
Sigsmund je leta 1617 še enkrat poslal v Rusijo vojsko, to pot pod vodstvom sina Vladislava, ki naj bi si priboril carsko krono. A Rusi so bili zadovoljni s svojim novim carjem Mihaelom Romanovim, ki ga je bojarska duma izvolila soglasno, in Vladislav se je moral zadovoljiti z nekaterimi ozemeljskimi osvojitvami. Leta 1618 je v Deulinu sklenil mir za 14 let, s katerim je Poljska obdržala Smolensk in pridobila ozemlja okrog Severskega in Černihova, Vladislav pa se je odpovedal zahtevam po ruskem carskem prestolu.
Poljski sejm Sigismundu ni dovolil, da bi se vmešal v sovražnosti med Habsburžani in Čehi, ki so vodila v tridesetletno vojno. Spopad osebne vojske magnata Aleksandra Lisowskega s turškim vazalom Bethlenom Gaborjem, ki je leta 1620 oblegal Dunaj, in oplenitev Varne, ki so jo izvedli Kozaki iz poljske Ukrajine, so vzpodbudili mladega bojevitega sultana Osmana II., da je Poljski-Litvi napovedal vojno.
Potem ko je že ostareli hetman Stanisław Žółkiewski pri Cecori izgubil bitko s Turki, je Sigismund v zameno za pomoč obljubil ukrajinskim Kozakom ponovno vzpostavitev uradne pravoslavne cerkve na Poljskem. 40.000 Kozakov je tako pri Hotinu zaustavilo turško vojsko, ki je prodirala ob Dnestru navzgor. V premirju, ki je sledilo, je bila obnovljena meja iz jagelonskih časov.
Zaposlenost Poljakov z obrambo juga države je izkoristil mladi švedski kralj Gustav II. Adolf in zavzel Livonijo z Rigo (1621). Naslednje leto so Poljaki zavzeli nazaj večino ozemlja. Vojna je ponovno izbruhnila leta 1625 in naslednje leto prešla v Kraljevo Prusijo. Čeprav so imeli Poljaki v naslednjih letih tudi vojaške uspehe, je bil mir, sklenjen v Altmarku (1629), zaradi slabega pogajanja za Poljsko-Litvo prav sramoten: Švedska je dobila Livonijo do Dvine, večino baltskih pristanišč in pravico do pobiranja takse od poljske baltske trgovine. Že od leta 1605 pa so brandenburški Hohenzollerji upravljali Knežjo (Vojvodsko) Prusijo.

### Vladislav IV. (1632-1648)
Vladislav IV., sin Sigismunda III., si je s svojim odprtim značajem že kot mladenič pridobil naklonjenost poljskega plemstva, tako da po očetovi smrti ni imel težav z nasledstvom. Vendar mu naklonjenost plemstva pri omejevanju vladarske oblasti ni prinesla nikakršnega popuščanja.
Ob Sigismundovi smrti se je izteklo štirinajstletno mirovno obdobje iz pogodbe v Deulinu in septembra 1633 so Rusi začeli oblegati Smolensk. Vladislav je naslednje leto uspel streti obkolitveni obroč in poraziti rusko vojsko. Mirovna pogodba v Polanovu (1635) je potrdila meje iz Deulina. Istočasno je Poljakom uspelo obnoviti tudi mir s Turki, s katerimi se je v letih 1633-34 bojeval hetman Stanisław Koniecpolski.
Potem ko je uspešno zaključil bojevanje na jugu, je Vladislav leta 1635 z vojsko prisilil Švede, da so umaknili svoje posadke iz pruskih pristanišč. Vojno je želel nadaljevati z namenom, da osvoji švedsko krono, a mu sejm za to ni odobril denarja. Z mirom v Stumsdorfu (1635) so Švedi pristali na nove meje, ki so ustrezale stanju na terenu in se odpovedali pobiranju takse od poljske baltske trgovine.
Ker je sejm vztrajno zavračal vse Vladislavove predloge, se je Vladislav kar na lastno pest začel pogovarjati z Zaporoškimi Kozaki o vojaškem podvigu, v katerem bi najprej uničili Krimske Tatare, ki so neprestano vpadali in ropali po ozemljih Ukrajine, in potem izrinili Turke z Balkana in iz Evrope. Ko se je o načrtu razvedelo, je sejm zahteval takojšnjo prekinitev priprav. Večina kozaških hetmanov je zahtevi ugodila, ne pa tudi hetman Bogdan Hmeljnicki, ki je s svojo enoto zavzel Sič, središče Zaporoških Kozakov, in začel vzpodbujati k uporu proti sejmu. Pridobil si je podporo Krimskih Tatarov. Prišlo je tudi že do prvih incidentov s poljsko vojsko. V tem kritičnem trenutku je umrl Vladislav, ki je kot kralj pri Kozakih edini predstavljal moralno avtoriteto. Vse zavore so popustile. Kozakom in Tatarom so se pridružili že dolgo nezadovoljni ukrajinski kmetje, meščani ter celo pravoslavna duhovščina in malo in srednje plemstvo. Začela se je velika vstaja ukrajinskega prebivalstva.

### Gospodarske in politične spremembe
V času prvih voljenih kraljev so bile razmere za izvoz žita v Evropo zelo ugodne. Poljsko so imeli za žitnico Evrope. Poljsko žito so izvažali v Francijo, Anglijo, Španijo in včasih celo Italijo in na Bližnji vzhod. Gdansk je postal svetovno znano trgovsko mesto. Možnost zaslužka je vzpodbujala lastnike zemljišč, da so povečali pridelavo, kolikor se je dalo, kar je šlo velikokrat na račun kmetov, ki so jih izrivali na slabša zemljišča in jim povečevali tlako, ki je ponekod bila že podobna suženjstvu. Kmečka revščina je naraščala, kmetje so se reševali z begom v Ukrajino. Pa tudi v Ukrajini so jih kmalu po prihodu začeli siliti k tlaki. V Ukrajini je bil večji del zemlje v lasti novih zemljiških magnatov (Wiśniowiecki, Ostrogski , Koniecpolski), ki so za obrambo svojega ozemlja in dušenje kmečkih uporov vzdrževali lastne vojske (tudi po 3.000 mož); bile so to prave magnatske državice (Ostrogski so imeli okoli 100 mest in gradov), katerih vpliv je z vzhoda segal daleč v notranjost države.
V trgovini s tujino so lahko sodelovali nekateri prebivalci velikih mest. Na splošno so se mesta, odrinjena od virov gospodarske moči in brez političnih pravic, slabo razvijala. Nasprotno pa so cveteli tako imenvani juridiki, iz mestnega sodstva in uprave izvzeta zemljišča, last šlahte in duhovščine, brez cehovskih zakonov, kjer so obrtniki delali za plemstvo. Zunaj cehov je bilo tudi železarstvo in rudarstvo.
Višje plemstvo (magnati) je v državi dobivalo vse več moči. Mali plemiči brez imetja so se zaposlovali v upravah magnatskih posestev, srednji pa so pri njih pogosto jemali posojila. Gospodarska odvisnost šlahte je za seboj potegnila tudi politično. Magnati so politično obvladovali cela območja. Poljska plemiška demokracija, ki je temeljila na kakih 150.000 volivcih, in je izhajala iz ideje politične enakopravnosti vsakega plemiča, se je tako spremenila v oligarhijo, ki jo je obvladovalo kakih 300 rodbin, ki so imeli vso besedo v pokrajinskih parlamentih (sejmikih). Na njih so od leta 1613 odločali o davčnih zadevah in od leta 1640 tudi o davkih za državno obrambo.
Delo državnega parlamenta (sejma) je hromilo pravilo, da mora biti vsak sklep sprejet soglasno. Če je poslanec menil, da sklep škoduje njegovim volivcem, je lahko uporabil liberum veto in sklep razveljavil. Prvič je bil liberum veto uporabljen na sejmu leta 1652. Kasneje je dobil še večjo moč in je celo razveljavil vse dotlej sprejete sklepe in prekinil sejo. Vsi poskusi, da bi to spremenili, so bili razumljeni kot "napad na plemiško svobodo" in zavrnjeni. Tako je postajal sejm vse manj operativen, odločanje se je preselilo v pokrajinske svete in senat.

### Vojska
Kronska vojska je bila na Poljskem vedno zapostavljena. Maganati in šlahta so videli v njej predvsem absolutistično moč kralja in stroške zanjo. Kljub temu je kralju Štefanu Báthoryju uspelo, da je, v zameno za pristanek na ustanovitev sodnih tribunalov, s katerimi je šlahta dobila tudi sodne pristojnosti, dobil od sejma odobritev denarja, s katerim je začel reformirati in krepiti vojsko. Stalne vojne so silile k nadaljevanju vojaških reform. Nekdanji konjenici in kmečki pehoti so dodali na najemanju temelječi "tujski rod", v katerem pa so služili tudi Poljaki. Vladislav IV. je ustanovil poveljstvo artilerije (1637), katero je postavil na visoko tehnično raven in ji zelo povečal strelsko moč. Za poljske vojaške operacije je bila značilna visoka taktična raven; z razmeroma skromnimi silami so dosegali dobre rezultate. Po drugi strani pa vojaki mnogokrat niso dobivali plače in so zato ustanavljali vojaške konfederacije, ki so si plačo s pustošenjem dežele vzele kar same in so bile tudi središče nevarnega političnega vrenja.

### Vračanje h katolicizmu
Potem ko je poljsko plemstvo ob koncu vladavine Jageloncev na papirju doseglo enakopravnost vseh verstev (1573), se je začelo vračati h katolicizmu. Katolicizem je plemičem zagotavljal znotraj države enotnost plemiškega stanu (prestop večine beloruske in ukrajinske šlahte v katolicizem je bil zadnji stadij polonizacije plemstva), navzven pa drugačnost nasproti protestantskim Švedom, pravoslavnim Rusom in muslimanskim Turkom. Štefan Báthory je po tridentinskem koncilu na široko odprl vrata prihodu jezuitov, in nanje se je pri vladanju oprl njegov naslednik Sigismund III. Med njimi je bil najvplivnejši Pjotr Skarga. Jezuiti so sprva nastopali z lastnim modelom države, ki je v veliki meri posnemal zgled habsburškega absolutizma (priznanje večjih pravic meščanom, olajšanje kmečke usode, povečanje vladarjevih posebnih pravic, dedno namesto volilno monarhijo). Ko pa so spoznali, da to povzroča nezaupanje tudi katoliške šlahte, so začeli s prižnic hvaliti "zlato svobodo" in se vse bolj povezovati s plemstvom in vse manj s prestolom.
Najbolj značilen rezultat katolizacije je bila sinoda v Brestu (1596), na kateri je 10 pravoslavnih eparhij priznalo avtoriteto Svetega sedeža v Rimu. V letih 1632-35, ko je kralj potreboval vojaško sodelovanje Kozakov, je bila v Ukrajini obnovljena pravoslavna cerkvena hierarhija.
Jezuiti so organizirali navidez brezplačno šolstvo in v svojih šolah oblikovali nazore plemiške mladine, ki je potem zavzela vodilne položaje v državi. V dotlej strpni poljski družbi so se pojavljali fanatični katoličani, ki so pozivali k uničevanju "krivoverskih" hiš in svetišč. Prihajalo je celo do pogromov (v Krakovu 1591, Poznanju 1616, Lublinu 1627). Razen v Prusiji in Livoniji, naseljenima z Nemci, so bile ukinjene protestantske cerkve. Češki bratje so se umaknili v Leszno na posest Leszcyńskih, ki so jim s svojo vojsko zagotavljali varnost. V letih 1632-56 je tam število družin naraslo od 300 na 2.000.. Vseeno pa verske nestrpnosti na Poljskem ni mogoče enačiti z netoleranco, kakršna je bila v mnogih deželah zahodne Evrope.

### Jan II. Kazimir (1648-1668)
Vladanje Jana II. Kazimirja, ki ga je izvolila Habsburžanom naklonjena skupina plemičev v sejmu, sovpada z obdobjem velike krize poljsko-litvanske države, ki je v zgodovini dobila poimenovanje potop (1648-67). V tem času je vstaji ukrajinskega prebivalstva, ki so jo sprožili Zaporoški Kozaki in njihovi zavezniki Krimski Tatari, sledila rusko-poljska vojna, v katere prvi polovici (1654-55) je rusko-kozaška vojska zavzela vzhodno polovico Republike. Poleti 1655 je s severa z vojsko vdrl v državo še švedski kralj Karel X. Gustav in okupiral zahodni del države. Ob izdajalskem obnašanju poljskih magnatov je Poljski-Litvi grozilo razkosanje in razpad, a je domoljubna pripadnost in katoliška vnema ljudskih množic, ki so potem za sabo potegnile tudi plemstvo, (tedaj še) rešila poljsko državo. Potem ko so odvrnili nevarnost, ki je prihajala s severo-zahoda in je bila vojna s Švedsko končana z mirom v Olivi, je Poljska-Litva v drugem delu vojne z Rusijo prišla do pobude (1659-64), zavzela nazaj od Rusov okupirana ozemlja in prodrla celo na levi breg Dnepra.
Med tem je dvor poskušal z nekaterimi parlamentarnimi in davčnimi reformami okrepiti državo in kraljevi položaj. Poskus je naletel na silovit odpor plemstva, ki je nazadnje pripeljal do državljanske vojne (1666-67), ki je dokončno opustošila in gospodarsko uničila deželo. Njena nemoč in padec njenega ugleda v Evropi so se odrazili tudi na mirovnih pogajanjih z Rusijo v Andrusovem (1667); Poljska-Litva je morala Rusiji prepustiti ozemlja vzhodno od Dnepra ter Černigovsko, Seversko (okrog Novgoroda-Severskega) in Smolensko pokrajino (za kompenzacijo 200.000 rubljev) in začasno, za dve leti, tudi Kijevsko pokrajino (začasnost se je kasneje spremenila v stalnost).
Vojne stahote in kuga so med potopom zmanjšali število prebivalcev za več kot polovico, na okrog 4 milijone prebivalcev.

## Obdobje 1669-1696

### Mihael Korybut Wiśniowiecki (1669-1673)
Leta 1668 se je Jan Kazimir končno odpovedal prestolu in sejm je spomladi 1669 za njegovega naslednika izbral Mihaela Korybut Wiśniowieckega. Njegova štiriletna vladavina je potekala v znamenju nadaljevanja sporov med plemiči in zmede v državi; na eni strani so bili pristaši Habsburžanov, ki so ga izvolili, in na drugi pristaši Francozov z Janom Sobieskim na čelu. Ukrajinski Kozaki so se leta 1667 podredili Turkom. Ti so pod bojevitim sultanom Mehmedom IV. leta 1672 z veliko vojsko vdrli v Ukrajino in prodrli do pred Lvova. Z mirom v Bučaču (oktober 1672) je Poljska-Litva postala vazalna država Osmanskega cesarstva, kateremu je bila dolžna plačevati letni davek.
Ta sramota je vendarle streznila poljsko plemstvo, da se je za nekaj časa prenehalo prepirati med seboj. Sejm je odobril davek za okrepitev poljske vojske in istočasno nehal Turkom plačevati tribut. Na čelo prenovljene vojske so postavili rutenskega plemiča Jana Sobieskega, ki se je že izkazal v bojih proti Švedom in Turkom. Sobieski je 11. novembra 1673 v bitki pri Hotinu močno porazil turško vojsko. Dan kasneje je umrl kralj Mihael in maja 1674 je sejm, kljub nasprotovanju habsburške stranke, za novega vladarja Poljske-Litve izvolil Jana Sobieskega.

### Jan III. Sobieski (1674-1696)
Jan Sobieski, simpatizer Francozov, je kot kralj sprva iskal zavezništvo z Ludvikom XIV., ki naj bi mu pomagal skleniti ugoden mir s svojimi zavezniki Turki in potem ponovno osvojiti Kraljevo Prusijo. A ga je to zavezništvo razočaralo. Ko se je ponovno bližala turška nevarnost, je dal Sobieski utrditi Krakov in Lvov in sklenil zavezništvo s habsburškim cesarjem Leopoldom I. Leta 1683 je s svojo vojsko priskočil na pomoč obleganemu Dunaju. Sijajna zmaga pred Dunajem je po vsej Evropi proslavila poljsko junaštvo. A kljub temu Sobieskemu doma ni uspelo urediti razmer v državi, jo stabilizirati in okrepiti kraljevi položaj. Sodelovanje Poljske-Litve v bojih proti Turkom v okviru svete alianse (od 1684) je navsezadnje bolj kot Poljski koristilo vzponu Avstrije in Rusije v veliki evropski sili.
Z mirom v Sremskih Karlovcih (1699, že po smrti Jana Sobieskega) je Poljska dobila nazaj Podolje in Ukrajino zahodno do Dnepra (razen Kijeva, ki ga je Jan Sobieski leta 1686 dokončno prepustil Rusom).

## Vladavina saške dinastije (1697-1763)

### Avgust II., Močni (1697-1733)
Jana Sobieskega je ob politični podpori Petra Velikega na poljskem prestolu nasledil saški volilni knez Friderik I. Avgust kot poljski kralj Avgust II. H kandidaturi ga je vzpodbudila želja, da se s kraljevo častjo povzpne nad ostale nemške kneze in da za wettinsko dinastijo osvoji Livonijo, pa tudi da poveže komplementarne lastnosti industrijske Saške in k surovinam naravnane Poljske-Litve in ju združi v močno skupno državo. Kaj hitro pa se je zapletel v vojno s Švedsko.
Avgust se je v imenu Saške povezal z Dansko in Rusijo v vojaško zvezo, naperjeno proti Švedski. Začetkom leta 1700 so skupaj napadli Švedsko in s tem začeli Veliko severno vojno (1700-21). Proti njihovemu pričakovanju je mladi švedski kralj Karel XII. na hitro opravil z Dansko in Rusijo, vdrl na Poljsko ter zavzel Varšavo in Krakov. Na osvojenem ozemlju je za slamnatega poljskega kralja postavil Stanisława Leszczyńskega (1704) in leta 1706 vdrl na Saško, zavzel Dresden in prisilil Avgusta II., da se je odrekel poljski kroni. Z vdorom v Rusijo pa so se Karlovi uspehi končali. Leta 1709 je Peter Veliki pri Poltavi uničil njegovo vojsko. Karel je našel zavetje v osmanskem Istanbulu. Stanisław Leszczyński je zbežal na švedsko Pomorjansko in Poljaki so ponovno priznali Avgusta II. za poljskega kralja.
V desetih letih vojn so švedska, pa tudi saška in ruska vojska popolnoma uničile deželo. Tretjina mest je bila v ruševinah. Število prebivalstva, ki se je po potopu do leta 1702 dvignilo že na 8 milijonov, se je po grozotah vojne in kugi (1709) spet zmanjšalo na 6,4 milijona.
Po letu 1710 v Poljski-Litvi ni bilo velikih vojn (ki pa so ves čas divjale v njeni soseščini) in sledilo je najdaljše obdobje brez vojn v poljski zgodovini (do leta 1768). Dežela, je začela gospodarsko okrevati, število prebivalstva naraščati, politično pa je bila enako nemirna kot prej.
Avgustu se je zdelo, da je napočil čas, ko lahko začne uresničevati svoje politične načrte. Leta 1713 je (s pretvezo turške nevarnosti) na Poljsko pripeljal saške čete z namenom, da bi sprožil politične procese v svoj prid. Toda dogodki so stekli ravno v nasprotno smer. Ljudje so začeli protestirati proti neprimernemu vedenju saške vojske. V naslednjih dveh letih je prihajalo do vseh večjih uporov proti kralju in tudi proti poljskim magnatom, ki so imeli v svojih rokah dejansko oblast. Upirali so se vsi sloji, šlahta, meščani in tudi kmetje, in nazadnje se je upornikom pridružila še poljska vojska. Kralju, ki ni imel več podpore Petra Velikega (z njim so se sedaj povezali magnati), je ponovno grozila izguba prestola. V zapletenem položaju so se vse strani strinjale z arbitražo ruskega carja.
Pogajanja, ki so potekala pod ruskim vodstvom in ob prisotnosti ruske vojske, so bila zaključena na enodnevnem (17. februar 1717) nemem sejmu (ker nikomur niso pustili do besede) s podpisom varšavske pogodbe, ki je zamrznila ureditev Republike za naslednjih skoraj 50 let. Pogodba je pomenila poraz Avgustovih prizadevanj. Odtlej je smel imeti na Poljskem samo 1.200 mož saške garde in 6 uradnikov saške pisarne, kar je omejevalo kakršnokoli tesnejše povezovanje s Saško. Odobrena sredstva za vojsko so dovoljevala le 12.000 mož stalne vojske, kar je Poljsko-Litvo uvrstilo med vojaško manj pomembne države. Rusija je "jamčila" za nedotakljivost ozemlja, nespremenljivost ustroja Republike in njenega sejma (veljavni poslovnik je omogočal enostavne posege v delovanje sejma od zunaj) ter predvsem za svobodne volitve vladarja. Leta 1720, ob koncu velike severne vojne, so Rusi anektirali Livonijo (zaradi katere se je Avgust sploh vključil v vojno s Švedi).

### Avgust III. (1734-1763)
Ob smrti Avgusta II. (1733) se poljsko plemstvo ponovno ni moglo poenotiti glede novega kralja. Vmešali so se tudi tuji pokrovitelji in zapleti okrog volitev so služili kot izgovor, da je Francija napovedala Avstriji t. i. poljsko nasledstveno vojno (1733-35/38). Vojno so države udeleženke bojevale v Porurju in v Italiji in tam poravnavale svoje medsebojne račune. Na Poljskem je bila vojna omejena na obleganje Gdanska, kamor se je umaknil francoski kandidat za poljskega kralja Stanisław Leszczyński. Saška in ruska vojska sta Gdansk zavzeli (junij 1734), Stanisław Leszczyński je zbežal v Prusijo. Poljaki so (ponovno pod zaščito ruske vojske) že leta 1734 za poljskega kralja Avgusta III. kronali sina prejšnjega kralja, saškega volilnega kneza Friderika Avgusta II. Leta 1736, po končani poljski nasledstveni vojni, so ga na pacifikacijskem sejmu priznali vsi udeleženci.
Vojaške aktivnosti pred izvolitvijo kralja niso zmotile gospodarske obnove države. Nova saška oblast se je v glavnem zanimala le za svoje dohodke na Poljskem in skrbela za ohranjanje kraljevega položaja. Saški prvi minister Heinrich von Brühl, ki je dejansko vladal namesto kralja, je prepustil upravne posle v Republiki magnatskima družinama Czartoryskih in Poniatowskih. Z vakancami (izpraznjenimi državnimi službami), ki sta jih smeli podeljevati, sta si ustvarili krog podanikov in preko njih prevzemali važne državne funkcije.
Kralj je večino časa preživljal v Dresdnu. Države skoraj ni bilo čutiti. Zadnji sejm, ki so ga izpeljali do konca, je bil pacifikacijski (1716); vsa naslednja zasedanja so bila blokirana in so se končala brez zaključkov. Ker politično delovanje v parlamentu ni bilo mogoče, so politične stranke začele uveljavljati svoje interese s poseganjem v sodstvo. Razpasla se je korupcija.

### Gospodarstvo in družba
Kljub temu se je v miru in ob neznatnih izdatkih za vojsko dežela gospodarsko vzpenjala. Zaradi neprestanih vojn v soseščini (prva in druga šlezijska vojna, sedemletna vojna) se je dalo dobro služiti z dobavo hrane in obleke tujim vojskam. Priložnost so dobro izkoristili magnati, ki so večali svoja posestva, na katerih so njihovi tlačani pridelovali vse več hrane. Znotraj svojih posesti so ustanavljali manufakturne delavnice, odpirali tudi rudnike in obrate za predelavo kovin, vse temelječe na ceneni delovni sili. Njihova veleposestva so bila zaključena gospodarstva. Tako jih tudi denarna kriza, ki jo je povzročil pruski kralj Friderik II., ko je v sedemletni vojni na Saškem zavzel kovnico poljskega denarja, ni prizadela. Presežke žita so predelovali v pivo in vodko. Začeli so se ukvarjati z bančništvom in zaposlovali tuje strokovnjake. Svoje bogastvo so kazali v podeželskih dvorcih. Svoje sinove so šolali v tujini.
V takšnih razmerah se mesta niso razvijala. Varšava je ob odsotnosti kralja izgubila blišč prestolnice. Kmetje so ostali na nivoju tlačanov, obubožani kmetje pa cenena delovna sila v industrijskih obratih. Plemstvo je postajalo kulturno vse bolj enotno (veliko litovskega, ukrajinskega in beloruskega plemstva se je poloniziralo). Leta 1697 so odstranili ukrajinski in beloruski jezik iz sodnih aktov.
Prebivalstvo je do leta 1772 povečalo na 11.500.000, tudi zaradi stalnega priseljevanja iz Nemčije in množičnega bega kmetov iz Rusije. Od tega je bilo okrog 1 milijona nekatolikov, pol protestantov in pol pravoslavnih. V Poljski-Litvi je živela tudi polovica vseh Judov na svetu. Vendar se je položaj nekatolikov stalno slabšal, javno mnenje jim je bilo vse manj naklonjeno. K temu so veliko prispevali jezuiti, ki so šolali plemiško mladino v svojih velikih vzgojnih institucijah. Vse nesreče so razlagali kot božjo kazen. Leta 1717 so bili izdani zakoni, ki so omejevali duhovne in posvetne pravice nekatoliškega plemstva, leta 1733 so jim onemogočili vstop v senat, funkcijo poslanca v sejmu in delegata v tribunalu (meščanom te funkcije itak niso bile dostopne, kmetje so bili še vedno brezpravni tlačani). Ljudska vzgoja je dosegla svoj najnižji nivo. Razsvetljenstvo, ki se je širilo po Evropi, je Poljsko doseglo le po posameznikih.

### Priprave na spremembe v ureditvi Republike
Proti koncu vladanja Avgusta III. je minister Brühl podelil pristojnost za podeljevanje vakanc svojemu zetu; do politične moči so začeli prihajati magnati, ki so bili prej v opoziciji (s Potockimi na čelu). Vez med dvorom ter Czartoryskimi in Poniatowskimi se je popolnoma pretrgala, ko je Avgust III. s soglasjem ruske carice Elizabete za vojvodo v Kurlandiji postavil svojega sina Karla. Czartoryski in Poniatowski , ki so sami pogledovali po poljski kroni, so v tej potezi videli korak k utrditvi saške dinastije. Začeli so pripravljati reforme, ki bi spodnesle obstoječo ureditev države. Ta priložnost se jim je odprla, ko je po smrti carice Elizabete in polletni vladavini njenega naslednika Petra III. z državnim udarom zasedla ruski prestol carica Katarina II. (julij 1762).
Czartoryski in Poniatowski so del plemstva pridobili za svoje reforme, a nasprotna stran, ki je bila lojalna kralju, je bila veliko močnejša in je imela na svoji strani tudi vojaške voditelje (hetmane). Reformatorji so nameravali prevzeti oblast z državnim udarom, za kar pa so potrebovali pomoč od zunaj. Katarina jim jo je sprva obljubila, v zadnjem trenutku pa jo je, posvarjena od Friderika II., umaknila.
Oktobra 1763 je umrl kralj Avgust III. in kmalu za njim tudi njegov sin Friderik Kristijan (december 1763). Njegova mlajša dva brata, Ksaver in Karl nista delovala složno. Saška dinastija tako ni imela nobenih možnosti, da ohrani kraljevi položaj na Poljskem. V takšnih okoliščinah je Katarina podprla kandidaturo Stanislava Poniatowskega, od katerega je pričakovala, da bo vladal po njenih navodilih
Czartoryski in Poniatowski, ki so imeli dobro organizirano plemiško stranko, so v času medvladja zmagali na večini pokrajinskih svetov in maja 1764 v Varšavi sklicali konvokacijski sejm. Nasprotniki so ga skušali razbiti, najprej v parlamentu in kasneje tudi z orožjem, a poskus njihovega oboroženega upora zaradi prisotnosti ruskih čet ni uspel. Njihovi voditelji so se umaknili v tujino.
Czartoryski so imeli v načrtu svojih reform ukinitev instituta liberum veto, ki je dotlej onemogočal delovanje sejma. Z večino v sejmu bi na ta način dobili premoč nad kraljem in oblast v svoje roke. S tem Stanislav Poniatowski, kot kandidat za kralja, ni bil zadovoljen in še manj Katarina II. in pruski kralj Friderik II., saj bi jima to onemogočalo vplivati na dogajanja na Poljskem. Katarina je reformnim prizadevanjem postavila mejo tako, da je od kandidata za prestol zahtevala, da podpre ruske zahteve (ureditev meje, zaščita pravoslavcev, vrnitev ruskih pobeglih tlačanov) ter da vpliva na Republiko, "da bo zahtevala naše jamstvo za ohranitev svoje ustave in zakonov".
6. septembra 1764 je sejm v Varšavi, obkoljeni z rusko vojsko, soglasno proglasil Stanislava Poniatowskega za poljskega kralja Stanislava II. Avgusta.

## Vladanje Stanislava II. Avgusta (1764-1795)
Obdobje vladanja Stanislava II. Avgusta pomeni za Poljsko-Litvo (po dekadenci družbe in propadu državne oblasti v času saških vladarjev) čas razsvetljenstva, ponovnega družbenega in gospodarskega poleta, številnih zaporednih poskusov obnove državnih institucij s ciljem demokratizacije družbe in vzpostavitve življenja sposobne in neodvisne države, pa tudi, ob šibki poljski vojski, postopnega prilaščanja poljskih ozemelj s strani močnih sosed, do dokončne ukinitve poljske države.

### Želja po reformah
Ko je prišel na prestol, se je Stanislav obdal z mladimi, pogumnimi in izobraženimi ljudmi, vnetimi za napredne ideje in reforme, ki so segale vse do zvečanja državljanskih pravic meščanov in izboljšanja položaja kmetov. Pod vodstvom kanclerja Zamoyskega naj bi za naslednje zasedanje sejma pripravili predlog reform. A nasprotniki reform in kralja so takoj sporočili v Berlin in Sankt Peterburg, da se pripravljajo reforme, ki bodo ogrozile "poljske svoboščine". Po medsebojnem posvetovanju so oblasti v obeh pokroviteljskih prestolnicah prepovedale vsakršne reforme. Ko je Zamoyski kljub temu na sejmu leta 1766 predlagal omejitev poslanske pravice liberum veto, sta Prusija in Rusija Republiki zagrozili z vojno in ob podpori Anglije, Danske in Švedske odločno zahtevali izenačenje pravic nekatoliškega plemstva s pravicami katoliškega plemstva. Dve leti po izvolitvi kralja so ruske čete ponovno vkorakale na Poljsko.

### Radomska konfederacija
Da bi zaustavili reformna prizadevanja, so se Rusi oprli na králjevo konservativno opozicijo in jo pustili v veri, da bodo kralja odstavili. Po navodilih ruskega poslanika Nikolaja Repnina so kraljevi nasprotniki julija 1767 v Radomu ustanovili t. i. radomsko konfederacijo, ki se je obrnila na Katarino s prošnjo, naj obnovi "staro vlado". Kralj se je ruskemu pritisku uklonil; s tem je Katarina dosegla svoj namen in kralja ni odstavila; ta nedoslednost pa je silno razočarala konfederante.
Oktobra 1767 se je v Varšavi, obkroženi s carsko vojsko, sestal konfederatski sejm. Da bi onemogočil razpravo, je Repnin zahteval, da izberejo delegacijo za pripravo sklepov, ki jih bodo potem predložili plenumu v potrditev. Ker poslanci tega niso hoteli in niso pomagale niti aretacije najbolj upornih, je ruska vojska blokirala Varšavo. Pod pritiskom je sejm vendarle izbral delegate in februaruja 1768 prekinil zasedanje.
Med štirimesečnim delom delegacije je Rusija nekoliko omilila svoje pogoje glede nekatoličanov in dovolila manjše popravke v ureditvi delovanja sejma. Istočasno je odredila, da morajo ostati pravice plemstva "večne in nespremenljive" (svobodne volitve kraljev, soglasnost sejma pri pomembnih temah, pravica do neposlušnosti kralju, izključna pravica plemstva do zemljiške posesti in do opravljanja uradnih služb, oblast gosposke nad kmeti). Rusija je jamčila za ohranjanje poljske državne ureditve; s tem je Republika tudi formalno postala vazalna država.

### Barska konfederacija in prva delitev Poljske
Še preden pa se je prekinjeno zasedanje sejma nadaljevalo, je del nezadovoljnih in neučakanih konfederantov, ki je računal na pomoč Saške in njenih evropskih zaveznikov, 29. februarja 1768 v podolskem mestecu Bar ustanovil oboroženo barsko konfederacijo, naperjeno proti Rusom. Konfederantom se je pridružilo katoliško ukrajinsko plemstvo in ukrajinski oddelki kronske vojske. Repnin je proti upornikom poslal ruske čete. Vzplamtela je državljanska vojna, povezana s tujo intervencijo.
Tedaj je izbruhnila še kmečka vstaja. Ukrajinski pravoslavni kmetje, ki so jih tlačili katoliški veleposestniki, so v pravoslavni carici videli kanček upanja. Z nastopom katoliške šlahte proti njej je to upanje splahnelo. Spomladi in poleti 1768 so vzniknili kmečki upori po obširnih območjih Ukrajine. Kmetje so pobili na tisoče plemičev in judov, zlasti v mestecu Uman. Še več žrtev je bilo, ko sta ruska in kronska vojska upore zadušili.
Z ruskim zavzetjem Bara (20. junij 1768) je bil končan tudi upor konfederantov na jugovzhodu države, razvneli pa so se novi upori v okolici Krakova (julij, avgust), v Litvi in Belorusiji (avgust, oktober) in na Velikopoljskem.
Francija je naščuvala Turčijo, da je, čeprav nepripravljena za vojno, oktobra 1768 začela vojno proti Rusiji. Leta 1770 je konfederante podprla z denarjem in vojaškimi inštruktorji in boji na Poljskem so se nadaljevali. Ko pa so konfederanti 3. novembra 1771 ugrabili kralja in ga zadržali v zaporu, dokler ni pobegnil, so izgubili zaupanje Zahoda.
Rusom je šlo v vojni s Turčijo veliko bolje, kot je Zahod pričakoval, in v začetku leta 1772 je dozorel načrt, ki ga je Friderik II. že dolgo časa poskušal uveljaviti: z delitvijo poljskega ozemlja naj bi tri velesile, Rusija, Avstrija in Prusija, uravnovesile svoje medsebojne odnose, potešile svoje ozemeljske težnje in istočasno umirile Poljake.
Tako je 5. avgusta 1772 prišlo med njimi do pogodbe, po kateri so si samovoljno vzele vsaka svoj kos poljskega ozemlja (prva delitev Poljske). Stanislav Avgust je opozarjal tujino na nezakonito ravnanje in se zavzemal za tujo intervencijo. A delitelji so zagrozili s še večjimi aneksijami. Poljski delitveni sejm je tako 30. septembra ratificiral delitveno pogodbo. Pogodbo so marca 1775 dopolnili s trgovskimi dogovori. Trgovska pogodba, ki so jo Prusi vsilili Poljakom, je bila za slednje izrazito diskriminatorna in je Prusiji prinašala velike koristi. Poljake je prisilila, da so svojo trgovino usmerili proti Črnemu morju.

### Vladanje stalnega sveta (1775-1787)
Med delitvenim sejmom (1773-75) je prišlo do zbližanja med Stanislavom Avgustom in novim ruskim poslanikom Stackelbergom, kar je omogočilo, da so nadaljevali z reformami.
Leta 1775 je Poljska dobila s stalnim svetom prvo resnično vlado. Sestavljen je bil iz 18 senatorjev in 18 poslancev; vodil ga je kralj, ki je imel pravico do dveh glasov. Stalnemu svetu je bilo v pomoč pet kraljevih pisarn (za zunanje zadeve, pravosodje, finance, policijo in vojsko), ki so se ujemale s strukturo sveta, in v katerih je bilo zaposleno strokovno osebje. Ker je bilo pri izboru članov sveta pomembno Stackelbergovo mnenje, je bil svet tudi instrument ruskega nadzora nad Poljsko. Kljub temu je stalni svet pomenil v primerjavi z anarhijo saških časov velik napredek, omejevalo pa ga je tuje tutorstvo in manjkale so mu pristojnosti in sredstva.
Ker je bil sejm neoperativen za pomembne teme (ki so zahtevale soglasje poslancev), je pomembnost sveta in pisarn vse bolj rasla. Prej vsemogočni in med seboj sprti magnati so bili s tem izločeni in so se povezali v opozicijo proti kralju. Kraljeva stranka je še poskušala z novimi reformami, ki pa so jih Rusi do leta 1780 popolnoma zaustavili.
Leta 1780 je vodenje ruske zunanje politike prevzel knez Potemkin (zamenjal je prejšnjega zunanjega ministra grofa Panina). Stanislav Avgust si je zaman obetal popustljivejša stališča do poljskih reform. Nastala pa je sprememba v odnosu med Prusijo in Rusijo (ki sta dotlej v dogovoru bdeli nad poljsko ureditvijo). Rusija se je začela povezovati z Avstrijo proti Turčiji in deloma proti Prusiji, ta pa se je povezala z Anglijo in Nizozemsko in je nagovorila Švedsko, da je napovedala Rusiji vojno (rusko-švedska vojna (1788-1790)). Marca 1790 je Republika podpisala (nenaravno) obrambno zvezo s Prusijo.

### Spremembe v gospodarstvu in družbi
Po koncu saške vladavine je duh razsvetljenstva in političnih reform pospešil tudi gospodarska, družbena in kulturna gibanja.
Leta 1764 so v Varšavi odprli kovnico in 1766 izvedli denarno reformo. Uradno so določili mere in uteži, ustanovili glavno poštno direkcijo, postavili komisijo za red v mestih in vpeljali generalno carino. Ustanovili so finančno komisijo, ki je bdela nad razvojem in vzdrževanjem vodnih in cestnih poti, začeli so graditi vodna kanala Nemen-Pripjat (reka) in Pripjat-Bug. Lotili so se cele vrste pobud v industriji. Ustanovili so prvo delniško družbo, Kompanijo za volneno manufakturo (1767). V Varšavi so ustanovili livarno in tovarno sukna za potrebe vojske ter tovarno fajanse, za potrebe dvora, v industrijskih Kielcah so vpeljali velike plavže. Bilo pa je tudi vse polno neuresničenih ali ponesrečenih projektov, ki so spodleteli zaradi papirnatih načrtov ali pomanjkanja strokovnjakov.
V kmetijstvu, ki je še od saških časov pridelovalo velike presežke hrane in jih izvažalo preko Gdanska v zahodno Evropo, se je zboljšala agrarna tehnika. Posamezni zemljiški gospodje so na svojo roko osvobodili kmete in drugi zamenjali tlako z denarnimi dajatvami. Kmetje v sosednjih Rusiji in Prusiji so videli v Poljski svobodno deželo in so mnogi od tam pribežali.
S prvo delitvijo Poljske si je Prusija prilastila obbaltsko ozemlje in uvedla izredno visoke carina za poljsko trgovino, kar je preusmerilo poljsko trgovanje po rekah proti Črnemu morju. Ustanovili so Kompanijo za pomorsko trgovino (1782) in odprli konzularno predstavništvo v Hersonu. Ladje te družbe so se pojavljale v Sredozemskem morju. Istega leta je kralj imenoval rudarsko komisijo, ki je obnovila opuščene rudnike in vodila geološka raziskovanja, kajti rudnike soli v Wieliczki in Bochni, izgubljene s prvo delitvijo Poljske, je bilo potrebno nadomestiti.
Zakon o menicah (1774) je lajšal in zagotavljal kreditne transakcije. V osemdesetih letih so se začele pojavljati družbe z mešanim plemiškim in meščanskim kapitalom. Med njimi je bila najpomembnejša Družba domačih tovarn platna (1787), ki jo je ustanovil primas Poniatowski (brat kralja).
Mesta so se polagoma začela razvijati, njihovo prebivalstvo pa razslojevati, kar je bilo najbolj očitno v Varšavi, kjer je prebivalstvo v času vladanja Stanislava Avgusta naraslo od 30.000 na 120.000 prebivalcev (1792). Na eni strani je tam nastajala moderna velika buržoazija; bankirji, bogati trgovci in industrijalci so imeli politične in kulturne ambicije, gradili so palače, postajali so partnerji plemstva; hoteli so si pridobiti mesto v oblasti Republike. Po drugi strani je bilo polno revnih ljudi, ki so iskali delo v manufakturah in kazali značilnosti proletariata. Razvoj mest v moderna urbana središča pa so zavirale pravne pregrade med Židi in meščanstvom; plemiški reformatorji so želeli Žide celo asimilirati z upravnimi merami.
Zelo velik poudarek je bil dan izobraževanju. Že leta 1773 je bila ustanovljena Komisija za narodno vzgojo, kateri so dali na razpolago premoženje jezuitskega reda, ki ga je papež prav tedaj ukinil. Tako je nastalo prvo ministrstvo za kulturo v Evropi. Reformiralo je univerzi v Krakovu in Vilni, ki sta postali tudi upravni središči prosvetnih območij, na katerih sta skrbeli za razvoj srednjega šolstva. Precej skrbi je bilo posvečeno tudi župnijskim šolam za izobraževanje kmetov, ki naj bi prispevale k zvišanju kmetijske proizvodnje; vendar je za te zmanjkalo denarja in so bile odvisne od pobud župnijske duhovščine.
Za obdobje razsvetljenstva je značilen hiter porast izobraženstva; duhovščina se je laizirala. Tiskali so veliko knjig, prevodov nemških priročnikov, francoskih in italijanskih gledaliških del. Študirali so moderno strokovno in filozofsko literaturo in dalje razvijali politične teorije Montesquieua in Rousseaua. Širilo se je prostozidarstvo. Varšava je postala kulturno in umetniško središče. Poletna kraljeva rezidenca Łazienki je najvišji dosežek "stila Stanislav Poniatowski".

### Boj za neodvisnost in preureditev Republike. Ustava 3. maja 1791
V poljski zgodovini je bilo prelomno leto 1787, ko se je 16. avgusta začela rusko-turška vojna (1787-1792) in naslednje leto še švedsko-ruska vojna (1788-90). Domoljubi so zaslutili možnost, da bi se lahko Poljska rešila ruskega varuštva, nasprotniki kralja in stalnega sveta pa so v Prusiji videli zunanje oporišče za svoja prizadevanja. Povezali so se v rahlo koalicijo, ki je v sejmu dobila večino. Sejm je 19. januarja 1789 pod vodstvom vodje domoljubne stranke Stanisława Małachowskega ukinil stalni svet in sklenil, da bo vladal sam. S tem se je začelo štiriletno zasedanje velikega sejma.
Nastopilo je obdobje burnega izpovedovanja vsakovrstnih družbenih teženj. Potrpežljivi in gibki Stanislav Avgust, ki mu je bila ob začetku tega procesa odvzeta skoraj vsa oblast, se je v razpravah dosledno držal dobro premišljene reformatorske smeri in postopno spet pridobival na veljavi, med tem ko so se razhajale poti nekdanjih zaveznikov. Stališča so se oblikovala v zvezi z delom za novo ustavo, začetim konec leta 1789 .Ta proces je v družbi spremljala obsežna publicistična razprava.
Na skrbno pripravljenem zasedanju sejma 3. maja 1791 so prebrali načrt in takoj sprejeli ustavni zakon, ki je imel za osnovo naslednja izhodišča: osebno svobodo plemičev in meščanov, ločitev izvršne, zakonodajne in sodne oblasti ter odgovornost vlade parlamentu. Skupščina je bila dvodomna, sklepi so se sprejemali z večino glasov, liberum veto in podobne anomalije, ki so dotlej ovirale delo skupščine, so bile ukinjene. Bila je to prva moderna ustava v Evropi, prva za ustavo Združenih držav Amerike.
Ustava 3. maja je bila izdana pod geslom "kralj z narodom, narod s kraljem". Izvršno oblast je dobila vlada (straż praw), v kateri je imel kralj odločilni glas; poleg njega so bili v njej: pet ministrov, nadškof-primas (Stanislavov brat Michał, istočasno predsednik komisije za vzgojo), predsednik sejma in dva sekretarja.
Ustava 3. maja ter zakon o mestih, pokrajinskih sejmih in civilno-vojaških komisijah za red sta bili prvi etapi v temeljni institucionalni preureditvi; dodali so jim nadrobna zakonska določila. Straż praw  ter državne in lokalne komisije so bile prvi na široko razvejani in hierarhično centralizirani upravni aparat na Poljskem. Napovedana je bila izdelava "gospodarske ustave" in "moralne ustave". Vladni tabor je postajal vse močnejši, ko je prišlo do spremembe v zunanjepolitični situaciji.

### Ruska intervencija in druga delitev Poljske (1792-1793)
Liberalnost ustave, sprejete kmalu po revolucionarnih dogodkih v Franciji, je prestrašila monarhične režime Evrope. Po zaključku rusko-turške vojne (mir v Jassyju, 9. januarja 1792) je Prusija opustila protirusko politiko in se vrnila k tradicionalnim načrtom delitve Poljske. Trije opozicijski magnati so v Sankt Peterburgu 17. aprila 1792 podpisali akt o konfederaciji (kasneje objavljen v Targowici) in, sklicujoč se na rusko jamstvo, poklicali na pomoč rusko vojsko. Ta je 18. maja 1792 prestopila poljsko mejo.
Sejm je v zadnjem trenutku sprejel sklep o povečanju armade. 37.000 poljskih vojakov se je skušalo postaviti po robu 97.000 glavi ruski vojski. Začetni uspehi branilcev niso mogli zaustaviti Rusov. Katarina o pogajanjih ni hotela slišati. 24. julija, ko so bili Rusi pred Varšavo, se je večina članov vlade izrekla za pristop kralja k targoviški konfederaciji. Upravni aparat je bil razbit, gospodarstvo v zastoju.
Na pomlad so Prusi zavzeli Velikopoljsko, Torunj, Gdansk. Pričakovanja pristašev targoviške konfederacije, da bodo postavljeni na čelo države, so se izkazala za naivna, pred narodom so izpadli kot politični poraženci in izdajalci.
Rusija in Prusija sta se začeli pogajati o drugi delitvi Poljske. Avstrija, ki je bila zaposlena z vojno proti revolucionarni Franciji, to pot ni sodelovala, Prusija pa je zase zahtevala poljska ozemlja ob spodnji Visli in Warti. Delitvena pogodba med Rusijo in Prusijo je bila podpisana v Sankt Peterburgu 23. januarja 1793. Močno okrnjena Poljska je z 212 km2 in 4 milijoni prebivalcev tvorila razmejitveno ozemlje med velesilami.
Sejm v Grodnu se je delitvi močno upiral, a je moral nazadnje nanjo pristati. Nova oblika vladavine je ponovno vpeljala stalni svet, obdržala pa je nekatere reforme iz časov štiriletnega sejma in razširila pristojnosti sveta v škodo sejma.

### Vstaja Tadeucza Kościuszka
Poljski emigranti na Saškem so drugo delitev Poljske razumeli kot napoved dokončne likvidacije poljske države, ki pa je niso nameravali dopustiti. Odločili so se za oborožen boj. Za vodjo upora so imenovali Tadeucza Kościuszka, ki se je v ameriški vojni za neodvisnost pridobil sloves bojevnika za svobodo in si tam pridobil generalski čin; dali so mu diktatorska pooblastila. Kościuszko je računal na sodelovanje vsega naroda, plemičev, meščanov, kmetov in kronske vojske. Mobilizacijo je nameraval izpeljati na način, ki se je pokazal tako uspešen v francoski revoluciji.
Na Poljskem so se od maja 1793 v večjih mestih (Varšava, Krakov, Vilna) ter v vojaških enotah začele pojavljati zarotniške organizacije, v katerih so se poleg oficirjev, radikalnega izobraženstva in simpatizerjev francoske revolucije zbirali tudi ljudje zmernih nazorov, ki so si želeli povratka k tretjemajski ureditvi.
Republika se je znašla v hudi gospodarski krizi. Poleg svojih prebivalcev je morala preživljati 40.000 okupacijskih vojakov. Pozimi 1793/94 so se v Varšavo zgrnile množice revnih, brezposelnih ljudi. Napete so bile razmere v vojski, kateri so Rusi postavili na čelo nove hetmane. 21. februarja 1794 je stalni svet sklenil skrčiti poljsko armado od 50.000 na 15.000 mož; prišlo je tudi do aretacij zarotnikov. To je sprožilo vstajo.
24. marca 1794 je Kościuszko v Krakovu objavil akt o vstaji. 6. maja je bila izdana neke vrste začasna ustava, ki naj bi omogočila delovanje države v času upora. Diktatorsko oblast je prevzel Kościuszko, vrhovni poveljnik oboroženih sil. Ta je imenoval vstajniško vlado (najvišji narodni svet). Ustanovljene so bile komisije za red; najnižje upravne celice, na nivoju kmetov, so bila nadzorstva. Vpeljan je bil reden nabor kmetov. Kmetom je bila obljubljena osebna svoboda in pravica, da ostanejo na zemlji, ki jo obdelujejo.
Kościuszko je na čelu 4.100 vojakov in 2.000 v naglici zbranih kmetov 4. aprila 1794 zmagal v bitki pri Racławicah, vendar so mu pot v prestolnico zaprli Rusi. 17. aprila je v Varšavi izbruhnila vstaja. Do konca aprila je vstaja zajela skoraj vse področje države v mejah iz leta 1793.
Tedaj pa so se pokazale med uporniki družbene razlike. V Vilni so obvladali položaj radikalni zarotniki ("jakobinci"); v Varšavi sprva zmerni uporniki, povezani s kraljem, potem pa tudi "jakobinci". Prihajalo je do smrtnih obsodb, s katerimi se mnogi niso strinjali. Kmečka vojska, tik pred žetvijo, ni odigrala pričakovane vloge. Velikost armade se je spreminjala in na vrhuncu štela 70.000 mož. Velik uspeh vstaje je bila oskrba, tako vojske kot prebivalstva, na široko so izvajali rekvizicije (zlasti cerkvene srebrnine za kovanje denarja) in obvezne dajatve.
V maju 1794 je na Poljsko vkorakala pruska vojska. 5. junija je Kościuszko izgubil bitko pri Szezekocinah z enkrat številčnejšim sovražnikom (12.000 : 24.000 mož). 15. junija so Prusi zasedli Krakov. Julija sta ruska in pruska vojska obkolili Varšavo. Utrjevanje in obramba Varšave sta bila največji vojaški uspeh v vsej vstaji. 40.000 ruskih in pruskih vojakov je že dva meseca oblegalo Varšavo, ko je vstaja izbruhnila na Velikopoljskem in se širila na Pomorjansko. To je Pruse prisililo, da so se umaknili izpred Varšave, oblegati so jo prenehali tudi Rusi. Velikopoljski vstaji je prišla na pomoč divizija poljskega generala Jana Dobrovskega; prodrl je daleč na sever in 6. oktobra vkorakal v Kraljevo Prusijo. Na jugu so deželo zasedli Avstrijci.
Ko se je prenehalo obleganje Varšave, so se ponovno začeli pojavljati med uporniki politični spori. Rusija je opremila nove čete, ki so pod vodstvom odličnega generala Suvorova iz Ukrajine prodirale proti Varšavi. Suvorov je 10.oktobra v bitki pri Maciejowicah uničil 7.000 Kościuszkovih mož in ujel Kościuszka.
4. novembra je Suvorov v silovitem naskoku zavzel Prago, varšavsko predmestje na desnem bregu Visle. Z zastraševalnim pokolom civilnega prebivalstva je dosegel predajo Varšave.

### Likvidacija poljske države (1795)
Zdaj o dokončni likvidaciji poljske države ni bilo več dvoma. Za poljske ponudbe pobotanja se v Sankt Peterburgu niso zmenili. Šlo je le še za določitev novih meja.
Delitvena konferenca se je končala z razdorom med velesilami.
3. januarja 1795 sta Avstrija in Rusija podpisali pogodbo o tretji delitvi Poljske. 24 oktobra 1995 se je pogodbi pridružila tudi Prusija. Varšavo, ki so jo osvojili Rusi, so zasedli Prusi, v zameno za to pa so se ti v korist Avstrije odpovedali med zadnjimi boji zavzetemu Krakovu. Novo mejo med tremi deliteljicami so začrtali vzdolž  rek Pilice, srednje Visle, Buga in Nemna. Ta meja je potekala v neposredni bližini varšavskih mitnic.
Tokrat ratifikacija s strani Poljske ni bila več potrebna. Stanislav Avgust se je 25. novembra 1795 odpovedal prestolu. Dokončno je zadeve (likvidacija dolgov) urejala pogodbo z dne 26. januarja 1797. V tajnem dodatnem členu so tri velesile vzajemno jamčile, da bo ime Poljske za vedno izbrisano iz prava narodov.